# Steni Vala
Steni Vala (grekiska: Στενή Βάλα) är en mindre ort på ön Alonnisos i den grekiska ögruppen Sporaderna. Orten ligger 1 meter över havet och antalet invånare är 104.